# Палмър (архипелаг)
Палмър (на английски: Palmer Archipelago) е архипелаг, разположен в крайната североизточна част на море Белингсхаузен, попадащо в акваторията на Тихоокеанския сектор на Южния океан. Простира се от североизток на югозапад на протежение от 275 km покрай северозападния бряг на Антарктическия полуостров (Бреговете Дейвис, Данко и Греъм на Земя Греъм), от който го отделят протоците Орлеан, Жерлаш, Неймаер и Бисмарк. Архипелагът се състои от 53 острова, най-големи от които са: Анверс, Брабант, Тринити, Лиеж, Хозисън и Тауер. Бреговете им са силно разчленени и стръмни. Почти целогодишно са покрити със снегове и ледове. Имат планински релеф с максимална височина връх Уилям 2761 m, разположен но остров Анверс.
Крайните североизточни острови Тринити, Тауер и др. са открити през 1819 – 20 г. от ловците на тюлени Едуард Брансфийлд и Натаниъл Палмър. През февруари 1832 г. северозападния бряг на остров Анверс е открит от английския мореплавател Джон Биско. През януари 1898 г. белгийската експедиция (1897 – 99), възглавявана от Адриан Жерлаш дьо Гомери открива изследва и топографски заснема всички острови в архипелага и той е наименуван в чест на американския китоловец Натаниъл Палмър, ловувал в тези райони в началото на 1820-те години.